# Liste des musées du Yorkshire de l'Ouest
Cette liste des musées du Yorkshire de l'Ouest, en Angleterre contient des musées qui sont définis dans ce contexte comme des institutions (y compris des organismes sans but lucratif, des entités gouvernementales et des entreprises privées) qui recueillent et soignent des objets d'intérêt culturel, artistique, scientifique ou historique. leurs collections ou expositions connexes disponibles pour la consultation publique. Sont également inclus les galeries d'art à but non lucratif et les galeries d'art universitaires. Les musées virtuels ne sont pas inclus.

## Musées
| Nom                                                       | Image | Ville/Cité                  | District          | Type              | Résume |
| --------------------------------------------------------- | ----- | --------------------------- | ----------------- | ----------------- | --- |
| Abbey House Museum                                        |       | Kirkstall                   | Cité de Leeds     | Historique        | Scènes de rue d'époque victorienne avec des magasins et des objets de la maison, |
| Bagshaw Museum                                            |       | Batley                      | Kirklees          | Multiple          | website, histoire locale, histoire naturelle, arts décoratifs de l'Inde, de la Chine, de l'Afrique et du Japon, et exposition d'antique égyptienne |
| Bankfield Museum                                          |       | Halifax                     | Calderdale        | Multiple          | Maison historique, comprenant le musée du Duke of Wellington's Regiment, des textiles, des jouets et des expositions sur l'histoire locale |
| Batley Art Gallery                                        |       | Batley                      | Kirklees          | Art               | website,expositions d'art changeantes, principalement par des artistes et des sociétés locales |
| Bolling Hall                                              |       | Bradford                    | City of Bradford  | Maison historique | Manoir du XIVe siècle reflétant cinq siècles de vie de famille |
| Bracken Hall Countryside Centre and Museum                |       | Baildon                     | City of Bradford  | Histoire naturel  | Programmes d'histoire naturelle, d'archéologie, de géologie, d'histoire locale, de centre de la nature et d'éducation environnementale des enfants |
| Bradford Industrial Museum                                |       | Eccleshill                  | City of Bradford  | Industrie         | Comprend des reliques de l'industrie locale, en particulier des machines pour l'impression et le textile, maintenues en état de marche pour des démonstrations régulières au public, ainsi que des véhicules comprenant des voitures classiques, des motos, des vélos, des bus, des tramways et une locomotive |
| Bramham Park                                              |       | Bramham                     | Cité de Leeds     | Maison historique | Manoir baroque du début du XVIIIe siècle |
| Brontë Parsonage Museum                                   |       | Haworth                     | City of Bradford  | Biographie        | Vies et romans de la famille Brontë Brontë family |
| Bullecourt Museum                                         |       | Milnsbridge                 | Kirklees          | Militaire         | information,artefacts militaires |
| Cartwright Hall                                           |       | Bradford                    | City of Bradford  | Art               | Galerie d'art civique, la collection comprend des œuvres victoriennes et édouardiennes, des maîtres anciens, des peintres et sculpteurs britanniques du XCe siècle, de l'art asiatique et des textiles. |
| Castleford Forum Museum                                   |       | Castleford                  | City of Wakefield | Local             | website, histoire de Castleford, de l'âge du bronze à nos jours; bibliothèque locale |
| Cliffe Castle Museum                                      |       | Keighley                    | City of Bradford  | Multiple          | Château néo-gothique victorien du XIXe siècle avec salles d'époque, expositions sur l'histoire locale, l'histoire naturelle, la géologie, l'artisanat, l'artisanat, l'archéologie, l'Égypte antique, les vitraux, les costumes, la poterie locale                                                              |
| Colne Valley Museum                                       |       | Golcar                      | Kirklees          | Industrie         | Trois cottages de tisserand du XIXe siècle reconvertis avec équipement de tissage et salles d'époque datant de 1850 |
| Colour Experience                                         |       | Bradford                    | City of Bradford  | Education         | Affichages visuels et expositions montrant comment les yeux perçoivent la couleur, les visiteurs doivent réserver |
| David Brown Tractor Club Museum                           |       | Meltham                     | Kirklees          | Agriculture       | website, tracteurs David Brown et souvenirs |
| Dean Clough                                               |       | Halifax                     | Calderdale        | Art               | Ancienne fabrique de tapis et moulins du XIXe siècle abritant à présent des galeries d'art, un théâtre, des espaces musicaux et des bureaux |
| Dewsbury Bus Museum                                       |       | Dewsbury                    | Kirklees          | Transport         | website, collection de bus |
| Dewsbury Minster                                          |       | Dewsbury                    | Kirklees          | Religion          | website, centre du patrimoine présente l'histoire de l'église |
| Dewsbury Museum                                           |       | Dewsbury                    | Kirklees          | Enfant            | website, vision de l'enfant sur l'histoire, y compris les jouets, salle de classe des années 1940 |
| East Riddlesden Hall                                      |       | Keighley                    | City of Bradford  | Maison historique | Exploité par le National Trust, manoir duXVIIe siècle, jardins |
| Eureka! The National Children's Museum                    |       | Halifax                     | Calderdale        | Enfant            | Concentrez-vous sur l'apprentissage basé sur le jeu et les expériences d'apprentissage informelles |
| Fulneck Moravian Museum                                   |       | Fulneck Moravian Settlement | Cité de Leeds     | Ethnie            | website, souvenirs moraves, broderies et travaux manuels, salon et cuisine victoriens, objets historiques, camion de pompier 1822 tiré à la main |
| Gallery II                                                |       | Bradford                    | City of Bradford  | Art               | website, galerie d'art contemporain de l'Université de Bradford |
| Gissing Centre                                            |       | Wakefield                   | City of Wakefield | Biographie        | website, maison d'enfance et expositions sur le romancier George Gissing, géré par la Wakefield Historical Society |
| Gibson Mill                                               |       | Hebden Bridge               | Calderdale        | Local             | Exploité par le National Trust, centre d'accueil des usines textiles du XIXe siècle, présentant des expositions sur l'histoire locale, situé à Hardcastle Crags |
| Harewood House                                            |       | Harewood                    | Cité de Leeds     | Maison historique | Grande maison de campagne du XVIIIe siècle conçue par les architectes John Carr et Robert Adam, les meubles de Thomas Chippendale et les terrains de Capability Brown, dispose d'un jardin d'oiseaux |
| Henry Moore Institute in Leeds                            |       | Leeds                       | Cité de Leeds     | Art               | Galerie de sculpture |
| Heptonstall Museum                                        |       | Heptonstall                 | Calderdale        | Local             | information, histoire locale |
| The Hepworth Wakefield                                    |       | Wakefield                   | City of Wakefield | Art               | Galerie d'art avec collection de sculptures de Barbara Hepworth |
| Horsforth Village Museum                                  |       | Horsforth                   | Cité de Leeds     | Local             | information, histoire locale |
| Huddersfield Art Gallery                                  |       | Huddersfield                | Kirklees          | Art               | website, la collection se concentre sur l'art britannique du XXe siècle, y compris les peintures, dessins, gravures et sculptures |
| Ilkley Toy Museum                                         |       | Ilkley                      | City of Bradford  | Jouet             | Jouets et poupées datant de 350 avant notre ère à l'époque moderne |
| Ingrow Loco                                               |       | Ingrow                      | City of Bradford  | Rail              | website, collection de locomotives, gérée par la Bahamas Locomotive Society |
| Keighley Police Museum                                    |       | Keighley                    | City of Bradford  | Police            | website |
| Keighley and Worth Valley Railway                         |       | Oxenhope                    | City of Bradford  | Rail              | Chemin de fer du patrimoine, la gare d'Oxenhope abrite un musée du matériel roulant, des locomotives et des artefacts |
| Kirkstall Abbey                                           |       | Kirkstall                   | Cité de Leeds     | Religion          | Ruines d'un monastère médiéval cistercien, expositions sur l'histoire de l'abbaye et sur la vie des moines |
| Last of The Summer Wine Exhibition                        |       | Holmfirth                   | Kirklees          | Media             | website, collection d'objets sur la série télévisée britannique Last of the Summer Wine |
| Launds Inn Museum                                         |       | Golcar                      | Kirklees          | Maison historique | website, auberge restaurée du XIVe siècle avec des expositions sur l'histoire locale |
| Leeds Art Gallery                                         |       | Leeds                       | Cité de Leeds     | Art               | La collection comprend l'art britannique des XIXe et XXe siècles |
| Leeds City Museum                                         |       | Leeds                       | Cité de Leeds     | Multiple          | Histoire locale, histoire naturelle, archéologie de la Grèce et de la Rome antiques, artefacts africains |
| Leeds College of Art                                      |       | Leeds                       | Cité de Leeds     | Art               | Présente de nombreux spectacles contemporains chaque année dans deux galeries |
| Leeds Industrial Museum at Armley Mills                   |       | Armley                      | Cité de Leeds     | Industrie         | Comprend la machinerie textile, le matériel ferroviaire et les étalages techniques |
| Lotherton Hall                                            |       | Aberford                    | Cité de Leeds     | Maison historique | Domaine rural avec arts décoratifs et intérieurs de l'époque victorienne et édouardienne, collection de costumes, jardins à la française et décoratifs, terrains boisés, parc de cerfs rouges et jardin d'oiseaux                                                                                              |
| Manor House Museum                                        |       | Ilkley                      | City of Bradford  | Local             | Histoire locale, archéologie, expositions d'art |
| Mental Health Museum                                      |       | Wakefield                   | City of Wakefield | Médicale          | Histoire et artefacts de la West Riding Pauper Lunatic Asylum |
| Middleton Railway Museum                                  |       | Hunslet                     | Cité de Leeds     | Rail              | Chemin de fer patrimonial et hangar avec locomotives et matériel roulant |
| Museum of Rail Travel                                     |       | Ingrow                      | City of Bradford  | Rail              | Voitures de chemin de fer historiques et artefacts |
| Museum of the History of Science, Technology and Medicine |       | Leeds                       | Cité de Leeds     | Éducation         | website, appartenant à l'Université de Leeds, matériel pédagogique, histoire de l'éducation et méthodes d'enseignement |
| National Coal Mining Museum for England                   |       | Overton                     | City of Wakefield | Mine              | Ancienne mine de charbon avec visites souterraines |
| National Media Museum                                     |       | Bradford                    | City of Bradford  | Media             | Photographie, cinéma, télévision, animation, publicité, technologies et artefacts |
| Nostell Priory                                            |       | Nostell                     | City of Wakefield | Maison historique | Opéré par le National Trust, maison palladienne du XVIIIe siècle avec des intérieurs par Robert Adam, collection de meubles Chippendale, maison de poupées du XVIIIe siècle, 300 acres (1,2 km2) d'espaces verts                                                                                               |
| Oakwell Hall                                              |       | Birstall                    | Kirklees          | Maison historique | Manoir élisabéthain et jardins d'époque |
| Otley Museum                                              |       | Otley                       | Cité de Leeds     | Local             | Histoire locale |
| Peace Museum                                              |       | Bradford                    | City of Bradford  | Paix              | Histoire et développement de la paix, de la non-violence et du règlement des conflits |
| Pontefract Museum                                         |       | Pontefract                  | City of Wakefield | Local             | Histoire locale, mines, culture, archéologie, |
| Red House Museum                                          |       | Gomersal                    | Kirklees          | Maison historique | Maison du marchand de drap 1830 avec connexions Brontë |
| Royal Armouries Museum                                    |       | Leeds                       | Cité de Leeds     | Militaire         | Armure, épées, lances, guerre des temps anciens aux temps modernes |
| Salts Mill                                                |       | Saltaire                    | City of Bradford  | Art               | L'usine textile du XIXe siècle abrite maintenant la galerie de 1853 avec des œuvres de David Hockney , la galerie 2 avec une collection de peintures et de dessins de Saltaire et l'exposition Saltaire présentant des expositions sur l'histoire locale                                                       |
| Shibden Hall                                              |       | Shibden                     | Calderdale        | Maison historique | Maison à colombage du XVe siècle, le parc comprend le West Yorkshire Folk Museum et ses expositions sur la vie rurale |
| Smith Art Gallery                                         |       | Brighouse                   | Calderdale        | Art               | website, exposition permanente de peintures victoriennes, expositions temporaires d'artistes locaux et régionaux |
| Standedge Tunnel Visitor Centre                           |       | Marsden                     | Kirklees          | Transport         | Construction des Standedge Tunnels et histoire et vie le long du Huddersfield Narrow Canal |
| Stanley & Audrey Burton Gallery                           |       | Leeds                       | Cité de Leeds     | Art               | website, appartenant à l'université de Leeds, la collection comprend des peintures, des dessins et des estampes européens et britanniques, datant du XVIIe siècle. |
| The Tetley                                                |       | Leeds                       | Cité de Leeds     | Art               | website, centre d'art contemporain et d'apprentissage situé dans l'ancien bâtiment du siège de la Tetley's Brewery, comprend la collection Tetley avec des reliques du passé de la brasserie. |
| Temple Newsam House and Estate                            |       | Leeds                       | Cité de Leeds     | Maison historique | Maison Tudor-jacobéenne avec des terrains aménagés par Capability Brown, collections de beaux-arts et d'arts décoratifs, notamment peintures, meubles, argenterie, céramique, textiles et papiers peints |
| Thackray Museum                                           |       | Leeds                       | Cité de Leeds     | Médical           | Histoire de la médecine, y compris les traitements et les patients victoriens, accouchement, chirurgie |
| Thwaite Mills                                             |       | Leeds                       | Cité de Leeds     | Industrie         | Usine de textile fonctionnant à l'eau et bâtiments associés entièrement restaurée |
| Todmorden Toy & Model Museum                              |       | Todmorden                   | Calderdale        | Jouet             | information, magasin et musée, comprend les jouets, trains miniatures |
| Tolson Museum                                             |       | Huddersfield                | Kirklees          | Multiple          | Histoire locale, histoire naturelle, transports, textiles, archéologie |
| Wakefield Museum                                          |       | Wakefield                   | City of Wakefield | Multiple          | Collections d'histoire naturelle, de culture et collections de Charles Waterton |
| West Yorkshire Print Workshop                             |       | Golcar                      | Kirklees          | Art               | website, centre d'artisanat d'art avec galerie d'art |
| Yorkshire Sculpture Park                                  |       | West Bretton                | City of Wakefield | Art               | Expositions changeantes de sculptures, à l'extérieur et à l'intérieur |

## Musées fermées
- Clarke Hall, Wakefield, maison de campagne et jardins du XVIIe siècle, fermée en 2012[1]
- Harmonium Museum, Saltaire, collection d'orgues et harmoniums, fermé en 2011[2]
- Keighley Private Classic Car Museum, Keighley, également connu sous le nom de Yorkshire Yorkshire Car Collection[3],[4]
- Rugby League Heritage Centre, Huddersfield,  a fermé ses portes en 2013 en raison de la vente d'un bâtiment et cherche un nouvel emplacement.
- Transperience, Low Moor, fermé en 1997
- U-8047 Submarine Museum
- Wakefield Art Gallery, fermé en mars 2009, les collections déménageant au Hepworth Wakefield[5]
- Yorkshire Motor Museum, également connu sous le nom de Scopos Mills Motor Museum, Batley, fermé en 2010[6]